# Erosida gratiosa
Erosida gratiosa är en skalbaggsart som först beskrevs av Blanchard 1843.  Erosida gratiosa ingår i släktet Erosida och familjen långhorningar.
Artens utbredningsområde är:
- Paraguay.
- Uruguay.

Inga underarter finns listade i Catalogue of Life.